# 에돔
에돔(에돔어: 𐤀𐤃𐤌, אֱדוֹם, 아카드어: 𒌑𒁺𒈠𒀀𒀀 우두마)은 현 요르단 남부와 이스라엘 일부 지역에 걸쳐있던 고대 왕국이다. '에돔'이라는 명칭은 후기 청동기 시대와 철기 시대의 레반트 지역과 관련된 여러 문헌에서 언급된다. 기원전 1215년경의 이집트 신왕국의 세티 1세 파라오 목록과 람세스 3세(재위 기원전 1186–1155년)의 원정 기록, 그리고 구약 성경이 에돔을 언급하는 고대 사료이다.
고고학 조사에 따르면 에돔 왕국은 기원전 13세기에서 8세기 사이에 번성했으며, 기원전 6세기에 쇠퇴기를 거쳐 바빌로니아인들에게 멸망했다. 에돔 왕국이 멸망한 후, 에돔인들은 동쪽에서 온 유목 부족들에 의해 남부 유다 지역으로 서쪽으로 밀려났는데, 그들 중에는 기원전 4세기에 역사 기록에 처음 등장하고 기원전 2세기 전반까지 에돔 지역에 자신들의 왕국을 세운 나바테아인들이 포함되어 있었다. 더 최근의 발굴조사에 따르면, 에돔인들은 네부카드네자르 2세에 의해 기원전 587/586년에 유다 왕국이 멸망하기 전부터 평화적인 침투와 군사적 수단을 모두 활용하여 남부 유다와 팀나에 이르는 네게브 일부 지역에 정착했다. 이는 유다 왕국이 약화된 상황을 이용한 것으로 추정된다.
자신들의 영토에서 밀려난 에돔인들은 페르시아 제국 시기에 유대 남부 언덕부터 베르셰바 북쪽 지역까지 이르는 곳에 정착했다. 이 시기에 그들은 그리스어로 이두매 또는 이두메아(고대 그리스어: Ἰδουμαία, 라틴어: Idūmae)로 불렸다. 이 용어는 헬레니즘 문명과 로마 제국 시기에 사용되었으며, 신약성경에도 언급된다. 기원전 2세기 동안 하스몬 왕조의 에돔인들은 유대교로 개종하여 유대인 인구의 일부가 되었다. 헤로데 1세 역시 에돔 혈통이었다. 이것이 자발적인 개종이었는지 강제 개종이었는지는 학자들 사이에서 논쟁의 여지가 있다.
에돔과 이두메아는 관련이 있지만 서로 다른 용어이다. 이들은 역사적으로 연속적인 인구와 관련이 있지만, 지명으로서는 에돔인/이두메아인들이 역사상 다른 시기에 점유했던 두 개의 인접한 영토를 나타낸다. 에돔인들은 처음에 현대 요르단 남부 지역에 '에돔'이라는 왕국을 세웠고, 이후 기원전 6세기에 바빌로니아인들에 의해 유다 왕국이 약화되고 멸망하자 유다 왕국 남부 지역인 '이두메아'(현대 헤브론 산지)로 이주했다.

## 어원
히브리어 단어 '에돔'은 '붉다'는 의미이며, 히브리어 성경은 에돔의 창시자인 이삭의 큰아들 에서의 이름과 관련이 있다고 설명한다. 에서가 "온몸이 붉은" 상태로 태어났기 때문이다. 젊은 에서가 동생 야곱에게 붉은 죽 한 그릇에 장자권을 팔았다는 이야기도 있다. 타나크는 에돔인들을 에서의 후손으로 묘사한다.

## 역사
에돔은 바위가 많고 험준한 산악 지방에 위치하며 최고봉은 해발 1087m에 이른다. 에돔의 지형은 매우 복잡하며, 북쪽의 석회암 고원은 남쪽으로 갈수록 험준한 사암 지형으로 변한다. 에돔 지방은 대부분 사막이다.

### 에돔
| i | A2 | d · W | G20 | qmA | xAst |

| i | A2 | d · W | G20 | qmA | xAst |

에돔인들은 고대 이집트 문헌에 언급된 유목민 약탈자들인 샤수 및 슈투와 관련된 것으로 추정된다. 실제로 메르넵타 파라오 통치 시기 와디 투밀라트의 국경 요새에 있던 이집트 서기관의 서신에는 유목민 "에돔의 샤수 부족들"이 이집트 영토 내의 물웅덩이로 이동하는 것이 보고되어 있다. 가장 초기의 철기 시대 정착지(아마도 구리 채굴 캠프)는 기원전 11세기까지 거슬러 올라간다. 기원전 8세기 후반에 정착이 활발해졌으며, 지금까지 발굴된 주요 유적지는 기원전 8세기에서 6세기 사이로 연대가 측정되었다. 에돔에 대한 마지막 명확한 언급은 기원전 667년의 아시리아 비문이다. 에돔은 기원전 6세기에 신바빌로니아의 나보니두스에게 정복된 후 국가로서의 존재를 잃었다.
에돔은 아시리아의 쐐기 문자 비문에서 𒌑𒁺𒈪 Údumi와 𒌑𒁺𒈬 Údumu의 형태로 언급된다. 같은 자료에서 세 명의 에돔 왕이 알려져 있는데, 티글라트-필레세르 3세(기원전 745년경) 시대의 카우스-말라카, 센나케립(기원전 705년경) 시대의 아야-라무, 에사르하돈(기원전 680년경) 시대의 카우스-가브리이다. 이집트 비문에 따르면, "아두마"는 때때로 자신들의 영토를 이집트 국경까지 확장했다.
에돔 왕국의 존재는 에즈라 벤-요세프와 톰 레비가 이끄는 고고학자들에 의해 2019년 단속 평형이론 모델을 사용하여 주장되었다. 고고학자들은 주로 요르단 아라바 계곡의 팀나 계곡과 와디 파이난에서 기원전 1300-800년으로 거슬러 올라가는 구리 샘플을 채취했다. 분석 결과에 따르면, 연구자들은 기원전 10세기에 예루살렘을 공격했던 이집트의 셰숑크 1세 파라오(성경의 "시삭")가 이 지역을 파괴하는 대신 구리 무역과 생산을 장려했다고 보았다. 텔아비브 대학교의 벤 요세프 교수는 "우리의 새로운 발견은 아라바가 부족들의 느슨한 연합으로 채워졌다는 많은 고고학자들의 견해와 모순되며, 이곳에 에돔 왕국이 있었다는 성경 이야기와 일치한다"고 말했다.
에돔인들이 살던 산악 지대는 사해 남단에 위치한 제러드강부터 시작해 사해와 홍해까지 연결하는 큰 골짜기 아라바의 양편 연안으로 아카바만까지 뻗어있었다. 에돔인들은 연합 이스라엘 왕국의 사울과도 전쟁을 벌였고 그 뒤를 이은 다윗 왕이 여러 이민족들을 정벌할 때 함께 정벌당하여 18,000명이 죽임을 당하고 이스라엘의 신하가 되었다.
이후 솔로몬 왕이 아카바만에 에츠욘 게베르 항구를 세웠고 그 지역에 구리 광산을 개발했다. 그러나 이스라엘이 북이스라엘 왕국과 유다 왕국으로 나뉘자 에돔은 유다 왕국의 통치권을 인정했으나 이후 여호람 왕 때 처음으로 반란을 일으켰다.
에돔인들의 반란으로 그 지역은 40년 동안 소강 상태에 빠졌고 아마지야 왕이 반란을 진압하고 그 지역을 회복했으나 곧 다시 반란이 일어났다. 그리고 기원전 736년경부터는 신아시리아 제국의 조공 국가가 되는데 아시리아와 이집트의 비문에도 등장한다.
이후에도 계속 유다 왕국과 전쟁을 벌이다가 기원전 586년경 유다 왕국이 신바빌로니아 제국에게 멸망당한 후에 전쟁이 종결되었다. 이후 기원전 6세기경 바빌로니아인의 침략에 의해 쇠퇴기를 맞이하게 되었다. 이후 기원전 2세기에서 4세기에 나타나기 시작한 동쪽에서 이주해온 나바테아족에 의해 서쪽 즉 유다 남쪽 브엘세바로 이주하게 되었다. 신약 시대에 이르자 에돔은 유다 남쪽에서 유대인과 동화되어 이두매 사람들이 되었다. 신약 시대에도 이두매의 안티파트로스가 로마 제국의 행정관이 되었고 그의 아들을 훗날 로마 제국의 명령 하에 팔레스타인 지역을 다스리는 헤로데 1세가 되었다.

### 이두메아
바빌로니아인들에게 유다가 정복된 후, 에돔인들은 헤브론 지역에 정착했다. 그들은 이 새로운 땅에서 4세기 이상 번성했는데, 이 땅은 그리스인들과 로마인들에 의해 "이두메아"라고 불렸다. 예수 시대에 기록을 남긴 스트라본은 이두메아인들이 나바테아인 혈통이며 서부 유대 인구의 대부분을 구성하며 유대인들과 섞여 그들의 풍습을 채택했다고 주장했지만, 이러한 견해는 현대 학계에서 반드시 공유되는 것은 아니다.

## 구약성경

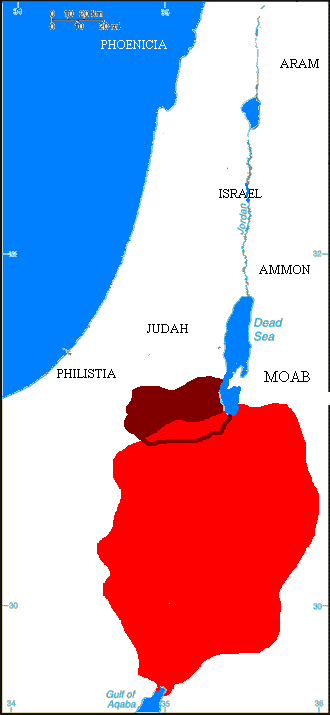
기원전 600년경 최대 영토를 가졌던 에돔 왕국 지도 (붉은색). 짙은 붉은색은 고전 고대 이두메아의 대략적인 경계이다.

구약성경에 따르면 에돔인들의 원래 국가는 시나이반도에서 카데스 바르네아까지 뻗어 있었다. 남쪽으로는 에돔의 항구 도시인 에일라트까지 닿았다. 에돔 북쪽에는 모압의 영토가 있었다.

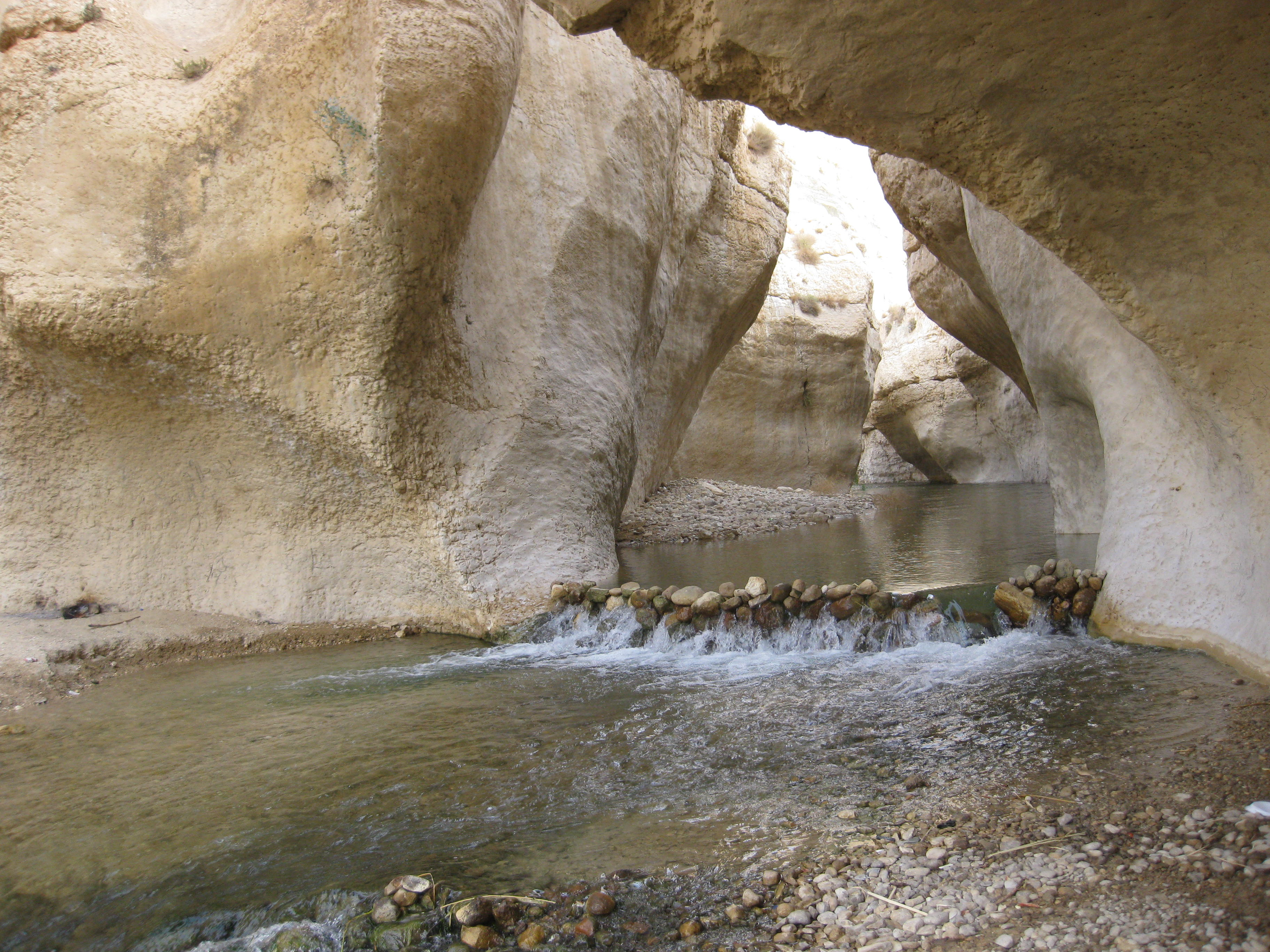
현 와디 알-하사라고 불리는 제레드강의 석회암 폭포

모압과 에돔의 경계는 제레드강이었는데, 현재는 와디 알-하사라고 불린다. 에돔의 고대 수도는 보스라였는데, 현재는 요르단의 부사이라이다. 창세기에 따르면, 에서의 후손들은 호리인들을 쫓아낸 후 그 땅에 정착했다. 그 땅은 세일 땅이라고도 불렸는데, 세일 산은 그들과 강하게 연관되어 있었고 종교적인 장소였을 수도 있다. 성경은 또한 아마지야 유다 왕(기원전 870년경) 시대에는 셀라가 주요 요새였고, 에일라트와 에츠욘 게베르는 항구였다고 전한다.

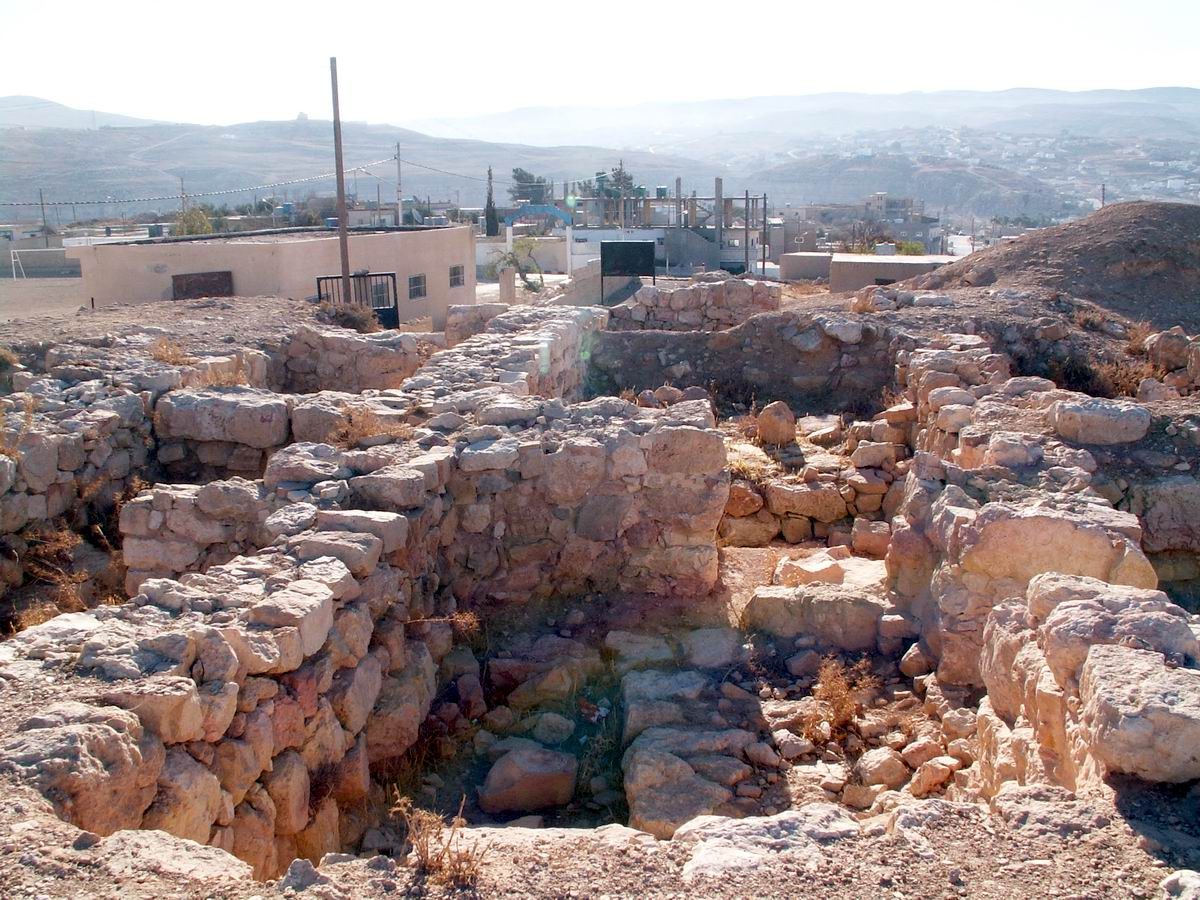
에돔의 옛 수도 보스라의 유적지, 요르단의 부사이라

창세기 36장 31-43절은 "이스라엘 자손을 다스리는 왕이 있기 전에 에돔 땅을 다스렸던" 에돔의 왕들을 나열한다.

31   이스라엘 자손을 다스리는 왕이 있기 전에 에돔 땅을 다스리던 왕들은 이러하니라

32 브올의 아들 벨라가 에돔의 왕이 되었으니 그 도성의 이름은 딘하바며

33   벨라가 죽고 보스라 사람 세라의 아들 요밥이 그를 대신하여 왕이 되었고

34   요밥이 죽고 데만 족속의 땅의 후삼이 그를 대신하여 왕이 되었고

35   후삼이 죽고 브닷의 아들 곧 모압 들에서 미디안 족속을 친 하닷이 그를 대신하여 왕이 되었으니 그 도성 이름은 아윗이며

36   하닷이 죽고 마스레가의 삼라가 그를 대신하여 왕이 되었고

37   삼라가 죽고 유브라데 강변 르호봇의 사울이 그를 대신하여 왕이 되었고

38   사울이 죽고 악볼의 아들 바알하난이 그를 대신하여 왕이 되었고

39   악볼의 아들 바알하난이 죽고 하달이 그를 대신하여 왕이 되었으니 그 도성 이름은 바우며 그의 아내의 이름은 므헤다벨이니 마드렛의 딸이요 메사합의 손녀더라

40   에서에게서 나온 족장들의 이름은 그 종족과 거처와 이름을 따라 나누면 이러하니 딤나 족장, 알와 족장, 여뎃 족장,

41 오홀리바마 족장, 엘라 족장, 비논 족장,

42 그나스 족장, 데만 족장, 밉살 족장,

43 막디엘 족장, 이람 족장이라 이들은 그 구역과 거처를 따른 에돔 족장들이며 에돔 족속의 조상은 에서더라

히브리어 단어 '알루프'는 '씨족의 지도자'로 번역되며, 토라에서 에돔과 모압의 두목들을 묘사할 때만 사용되었다. 그러나 후대 예언서부터 이 단어는 유대 장군들을 묘사하는 데 사용되었다. 예를 들어, 즈가리야서의 예언(9:7, 12:5–6)에서는 유대인 지휘관들을 묘사하는 것으로 발전했다. 이 단어는 또한 시편 55편 13절과 같이 교사나 안내자를 의미하는 일반적인 용어로 여러 번 사용되었다.
이 기록을 액면 그대로 받아들인다면, 에돔의 왕권은 적어도 초기에는 세습적이지 않았고, 아마도 선거를 통해 이루어졌을 것이다. 역대기상은 왕과 추장들을 모두 언급한다. 모세와 이스라엘 백성은 가나안으로 가는 길에 "왕의 대로"를 따라 에돔 왕에게 두 번이나 공통 조상을 내세워 그의 땅을 통과할 수 있게 해달라고 요청했지만, 왕은 허락하지 않았다. 따라서 그들은 왕의 무력 시위 때문에 또는 하나님께서 전쟁을 하지 말고 우회하라고 명령하셨기 때문에(신명기 2장 4–6절) 나라를 우회했다. 에돔 왕은 이스라엘 백성을 공격하지 않았지만, 침략에 저항할 준비는 했다.
에돔인들에 대한 타나크의 추가 기록은 기원전 11세기 후반 이스라엘의 사울 왕에게 패배한 때까지 없다(사무엘상 14장 47절). 40년 후 다윗 왕과 그의 장군 요압은 "소금 골짜기"(아마도 사해 근처)에서 에돔인들을 물리쳤다(사무엘하 8장 13–14절; 열왕기상 9장 15–16절). 에돔의 왕자 하닷은 탈출하여 이집트로 도망쳤고, 다윗이 죽은 후 돌아와 반란을 시도했지만 실패하고 아람의 시리아로 갔다. 그 이후로 에돔은 이스라엘의 봉신으로 남아 있었다. 다윗은 에돔인들에게 이스라엘 총독이나 행정관을 임명했고, 이러한 통치 형태는 솔로몬 시대에도 계속된 것으로 보인다. 이스라엘이 두 왕국으로 나뉘었을 때 에돔은 유다 왕국의 속국이 되었다. 여호사밧(기원전 870 – 849년경) 시대에 타나크는 에돔 왕을 언급하는데, 그는 아마도 유다 왕이 임명한 이스라엘 대리인이었을 것이다. 또한 세일 산 거주민들이 암몬과 모압과 연합하여 유다를 침략했고, 침략자들이 서로를 공격하여 모두 멸망했다고 기록한다(역대하 20장 10–23절). 에돔은 여호람에게 반란을 일으켜 자체 왕을 선출했다(열왕기하 8장 20–22절; 역대하 21장 8절). 아마지야는 에돔인들을 공격하여 물리치고 셀라를 점령했지만, 이스라엘은 에돔을 완전히 정복하지 못했다(열왕기하 14장 7절; 역대하 25장 11–12절).
네부카드네자르 2세 시대에 에돔인들은 기원전 587년 또는 586년에 예루살렘 약탈과 유다인 학살을 도운 정황이 있다. 일부 학자들은 이러한 이유로 구약성경이 예언자들이 에돔을 비난했다고 믿는다. 당시 에돔이 유다에 대한 조약 위반에 가담했을 수도 있다는 증거도 있다. 예언자들에 따르면 에돔 백성은 메시아의 통치 기간 동안 다루어질 것이다. 그럼에도 불구하고 많은 에돔인들이 남부 유대로 평화롭게 이주했으며, 이는 나보니두스 통치 기간에도 계속되었다. 에돔의 영토에 대해 예레미야서는 "아무도 거기에 살지 않을 것이며, 아무도 그곳에 거주하지 않을 것"이라고 말한다.
이두메아인들은 사해 동쪽과 남쪽 땅을 지배했지만, 이스라엘 민족은 그들을 경멸했다. 따라서 시편은 "모압은 나의 씻는 물통이요, 에돔에는 내 신을 던지리라"고 말한다. 토라에 따르면, 이스라엘인과 에돔인 사이의 결혼으로 태어난 후손은 4세대까지는 회중에 들어갈 수 없었다. 이 법은 시몬 벤 요하이가 남자 후손에게만 적용된다고 주장하고 다른 탄나임은 여자 후손도 4세대까지 제외된다고 주장하는 등 논란의 대상이었다. 이러한 내용에서 할라카의 초기 개종법 일부가 유래되었다.

## 고전 고대이두메아

### 페르시아 시대
이웃한 모압인과 암몬인에 비해 "에돔"이라는 이름은 아라바 동쪽 지역에서 완전히 사라졌다. 케다르인들이 이 영토를 지배했고, 이어서 나바테아인들이 지배하여 철기 시대 에돔의 종말을 확정 지었다. 왕국이 바빌로니아인들에게 함락된 후 남부 유다인 이두메아 지역의 유적지에서 발견된, 주로 기원전 4세기로 거슬러 올라가는 오스트라카에 따르면, 후기 페르시아 시대에는 다양한 아랍인, 에돔인, 유대인 및 페니키아인이 이 지역에 거주했다. 스트라본은 이두메아인들을 반란을 일으킨 후 남부 유대로 추방된 나바테아인들과 동일시한다. 그러나 정착 양식과 종교적 관습을 바탕으로 철기 시대 에돔과 이두메아 사이에 문화적 연속성이 있다는 증거가 있다.

### 헬레니즘 시대
헬레니즘 문명 시대 동안 유대인과 이두메아인은 모두 아람어를 사용했으며 문학과 법률 문서에 이를 활용했다. 기원전 176년으로 거슬러 올라가는 마레샤의 이두메아 결혼 계약은 유대인들이 사용하던 케투바와 매우 유사하다. 그러나 이러한 문화적 유사성에도 불구하고 일부 유대인들은 자신들과 이두메아인들 사이에 명확한 경계를 유지했다. 이는 집회서 50장 25–26절에서 "세일 주민들", 즉 에돔인/이두메아인들을 포함한 세 "나라"에 대한 경멸을 표현한 것에서 분명히 드러난다.
셀레우코스 제국에 대한 마카베오 봉기(기원전 2세기 초) 동안, 마카베오하는 고르기아스라는 셀레우코스 장군을 "이두메아 총독"으로 언급한다. 그가 그리스인인지 헬레니즘화된 이두메아인인지는 알 수 없다. 일부 학자들은 그 구절에서 이두메아에 대한 언급 자체가 오류라고 주장한다.
플라비우스 요세푸스에 따르면, 유다 마카베오 휘하의 유대인들은 기원전 163년경 헤브론과 마레샤에 있는 이두메아 국경 도시 두 곳에서 이두메아인들을 처음으로 물리치고 약탈했다. 약 50년 후, 요한 히르카노스 휘하의 유대인들은 마리사와 인근 아도라임을 다시 공격했다. 플라비우스 요세푸스와 암모니우스 그람마티쿠스에 따르면, 히르카노스는 마리사와 아도라임 도시를 정복하고 모든 이두메아인들을 강제로 유대교로 개종시켜 유대 민족에 편입시켰다.
히르카노스는 또한 이두메아 도시인 아도라와 마리사를 점령하고 모든 이두메아인들을 정복한 후, 그들이 할례를 받고 유대인의 율법을 지키는 한 그들의 땅에 머물도록 허락했다. 그리하여 그들은 조상의 땅에 대한 애착 때문에 할례를 받고 생활 방식도 다른 모든 면에서 유대인과 같아지도록 순종했다. 그리고 그때부터 그들은 계속해서 유대인으로 남아 있었다.

그러나 1980년대 후반부터 학자들은 이두메아에 대한 하스몬 왕조의 정복과 강제 개종에 대한 전통적인 설명에 대해 점점 더 의문을 제기하고 있다. 이러한 회의론에는 여러 가지 이유가 제시되었다. 결과적으로 역사가들은 플라비우스 요세푸스가 서술한 이두메아의 하스몬 역사를 여러 면에서 완화했다. 일부 역사가들은 여전히 사건이 플라비우스 요세푸스가 묘사한 대로 대부분 일어났다고 주장한다.
이러한 견해는 이두메아의 북부 경계에 위치한 마레샤와 아도라임만이 실제로 정복되었고, 다른 이두메아인들은 자발적으로 유대인들과 동맹을 맺었다는 가정에 의해 처음으로 완화되었다. 이 견해에 따르면 강제 개종에 대한 보고는 반하스몬 선전이거나 혹은 그 반대로 하스몬 선전이며, 플라비우스 요세푸스가 (실수로) 자신의 역사 저작에 포함시켰다고 본다. 애트킨슨은 나아가 정복에 대한 전체 서술이 허구라고 간주한다. 그는 또한 "많은 이두메아인들이 [...] 유대교를 완전히 받아들이지 않았다"고 믿는다.
그러나 애트킨슨이 여전히 고고학이 "유대 남부 지역 [마레샤 포함]이 큰 갈등 없이 합병되었다"고 시사한다고 주장하는 반면, 베를린과 코스민은 이제 이두메아와 이두메아인들이 유대 국가로 합병된 것조차 허구라고 주장한다. 그들은 고고학적으로 입증된 바와 같이 대부분의 이두메아인들이 이두메아를 떠난 후 유대인들이 이 버려진 지역에 정착하지 않았다는 점을 지적한다. 이러한 해석에 따라, 이제 이두메아가 하스몬 왕조에 의해 전혀 합병되지 않았다고 가정하는 경우가 많다. 대신 남아있는 이두메아인들은 유대인들과 동맹을 맺었을 수 있으며, 이 동맹 내에서 이두메아 종교를 계속 실천할 수 있었을 것이다.
이러한 재해석은 이전의 이두메아 인구 감소를 갈릴래아 및 블레셋의 동시적 인구 감소와 유사하게 미해결 문제로 남겨둔다.

### 헤로데 왕조
로마 제국이 유대를 정복한 후 유대를 다스린 헤로데 왕조의 시조인 안티파트로스는 이두메아 혈통이었다. 헤로데 1세 통치 아래 이두메아 지방은 그의 형제인 요세프 벤 안티파테르와 그의 매부인 코스토바루스를 포함한 여러 총독들에 의해 통치되었다.
전반적으로 헤로데 왕조가 유대, 예루살렘, 그리고 제2성전에 미친 영향은 상당했다. 그러나 이는 후대의 제2성전 유대교와 랍비 유대교의 변형에 의해 모호해졌다. 예를 들어, 소수의 동시대 유대인들은 헤로데가 그의 계보학적 기원 때문에 유대인이 될 수 없다고 주장했다. 이러한 믿음은 희년서와 4QMMT와 같은 작품들에 의해 확산되었는데, 이들은 에세네파, 하시디안, 또는 사두개파 기원이다. 이 유대인들은 헤로데가 비판자들을 폭력적으로 억압했기 때문에 공개적으로 자신들의 견해를 표현하지 않았다. 에비 개스너는 현자들이 헤로데를 비난한 것은 그가 바리새파에 반대하는 사두개파를 지지했기 때문이라고 믿었다.
기원후 66년, 제1차 유대-로마 전쟁 동안, 열심당 지도자 시몬 바르 기오라는 상부 이두메아의 유대교 개종자들을 공격하여 그 지역 주변 마을과 시골에 거의 완전한 파괴를 가져왔다. 이는 예루살렘을 공격하고 스스로 권력을 장악하려는 그의 더 넓은 계획의 일부였다. 플라비우스 요세푸스에 따르면, 기원후 70년 티투스에 의한 예루살렘 공방전 동안, 요한, 시몬, 피네하스, 야곱의 지도 아래 20,000명의 이두메아인들이 성전을 포위한 열심당에 합류했다. 이두메아인의 열심당 활동은 그들의 유대인으로서의 정체성을 '증명'하려는 시도를 반영한다고 볼 수 있다. 유대-로마 전쟁 이후 이두메아인들은 기록에서 사라졌지만, "이두메아"라는 지명은 히에로니무스 시대에도 여전히 언급되었다.

### 국경
플라비우스 요세푸스는 상부 이두메아를 언급하며 예루살렘의 남쪽과 남서쪽에 인접한 마을들을 언급하는데, 여기에는 헤브론 (고대사 12.8.6, 전쟁 4.9.7), 그리스어로 알루루스라고 불린 할훌 (전쟁 4.9.6), 벳술 (고대사 12.9.4), 베가브리스 (전쟁 4.8.1.), 두라 (아도라임) (고대사 13.9.1, 전쟁 1.2.5), 카페트라 (전쟁 4.9.9), 벳레테폰 (전쟁 4.8.1), 테코아 (전쟁 4.9.5), 그리고 마리사 (고대사 13.9.1, 전쟁 1.2.5) 등이 포함된다. 후자는 기원전 6세기 유다 왕국 멸망과 유대인 유배 직후 이두메아인들이 헤브론 산지로 유입된 후 이두메아의 주요 도시가 되었다. 스트라본은 서부 유대가 이두메아인들로 채워져 있었고, 그들이 유대인들과 섞여 그들의 풍습을 채택했다고 묘사한다.
마레샤에서 얻은 고고학적 기록에 따르면, 대부분 이두메아 기원이지만, 이 지역이 헬레니즘 문화, 나바테아/아랍, 페니키아, 팔미라, 그리고 유대 문화의 영향을 받았음을 증명한다. 마르코의 복음서는 이두메아인들이 유대인, 예루살렘인, 티레, 시돈인, 그리고 동요르단인들과 함께 갈릴래아호에서 예수를 만났다고 기록한다. 미슈나는 랍비 이스마엘의 거처인 크파르 아지즈가 "에돔 근처"에 있다고 언급한다.

## 종교

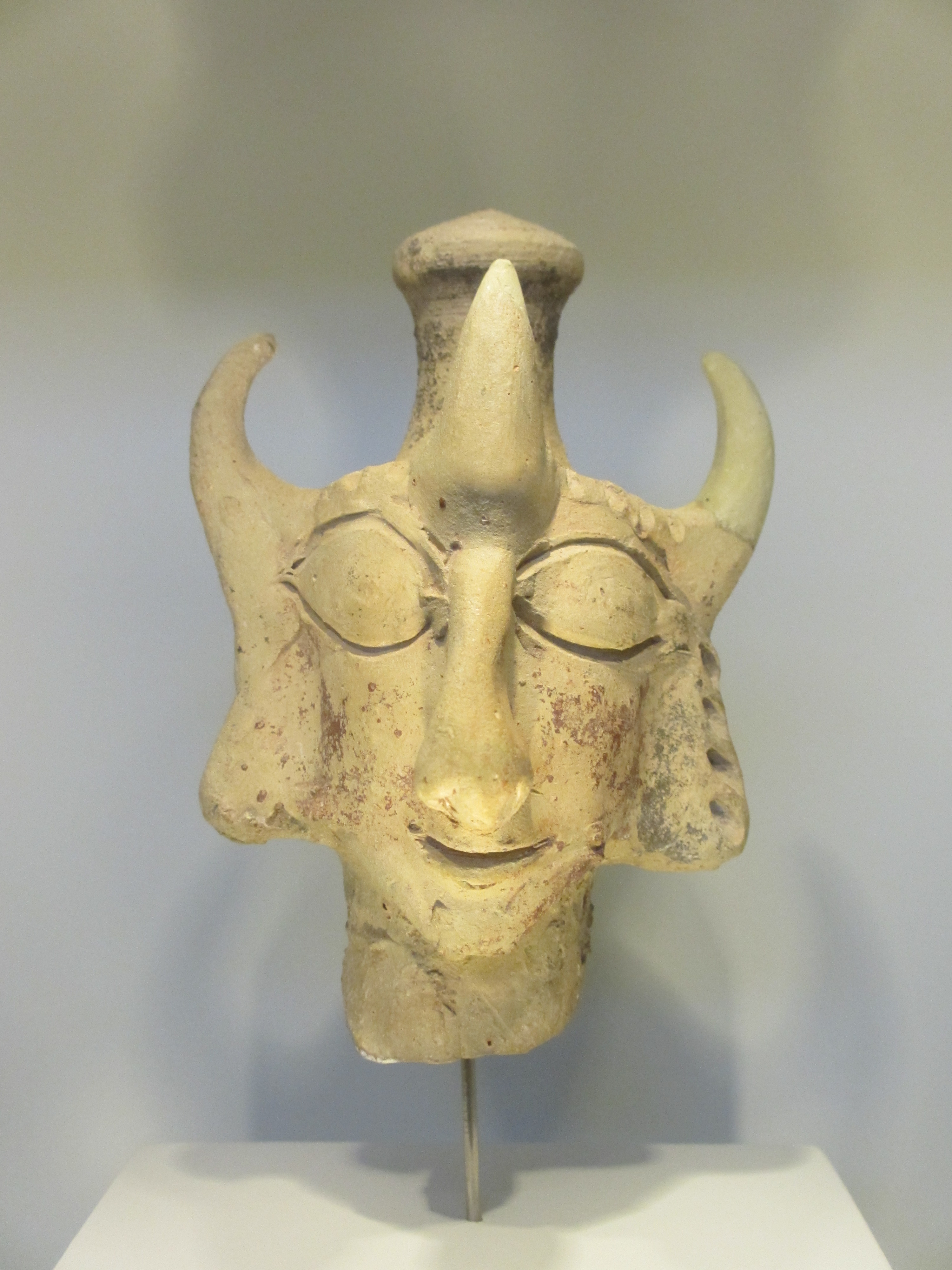
이스라엘 박물관에 소장된 에돔 여신 키트미트상

에돔인들이 하스몬 왕조에 의해 유대교로 개종하기 전까지 그들의 종교의 본질은 거의 알려져 있지 않다. 금석문학적 증거에 따르면 에돔의 국가신은 카우스 (קוס) (또한 '카우쉬', '카우쉬', '카우스', '코스' 또는 '카우스'로도 알려짐)였다. 고대 에돔에서 발견된 편지의 축복 문구와 인명에 카우스가 등장하기 때문이다. 다른 레반트 셈족 및 아랍인과 밀접한 관계가 있었으므로, 그들은 엘, 바알, 알-우자와 같은 신들을 숭배했던 것으로 보인다. 탈무드에서 유래한 일부 유대교 전통에서는 에서의 후손을 로마인(더 나아가 모든 유럽인)으로 본다.
후안 마누엘 테베스는 카우스가 야훼와 유사한 신이라고 주장한다. 카우스는 에돔인과 유대인 사이의 공통된 문화 유산에서 유래한 것으로 보이며, 에돔의 카우스와 이스라엘 신의 숭배는 이집트인들에 의해 묘사되었다. 테베스에 따르면 페르시아와 헬레니즘 시대에 카우스의 인기는 역대기의 야훼 지지 성향 작가들이 몇몇 에돔인들을 '경건한 레위인'으로 묘사하도록 강요했다고 본다. 그들의 에돔 혈통에 대한 단서는 그들의 신성한 이름에 숨겨져 있는 것으로 보인다.
플라비우스 요세푸스는 코스토바루스가 "이두메아인들이 이전에 신으로 섬겼던 코제의 사제들"의 후손이었다고 진술한다. 빅토르 사슨은 에돔의 언어, 문학, 종교에 대한 통찰력을 제공하는 욥기와 유사한 에돔 문헌을 설명한다.

## 경제
키르벳 엔-나하스는 고고학자 토마스 레비가 현재 요르단 남부 지역에서 발굴한 대규모 구리 채굴 유적지이다. 이 유적지에서 발견된 채굴 규모는 강력하고 중앙집권적인 기원전 10세기 에돔 왕국의 증거로 간주된다.

## 같이 보기
- 에돔어
- 아피루
- 에돔의 통치자 목록
- 게림

### 참고 문헌
- Tebes, Juan Manuel (2022). 〈Edom and the Southern Jordan in the Iron Age〉.   Keimer, Kyle H.; Pierce, George A. 《The Ancient Israelite World》. Taylor & Francis. 639–654쪽. ISBN 978-1-000-77324-8.
- Crowell, Bradley L. (2021). 《Edom at the Edge of Empire: A Social and Political History》. SBL Press. ISBN 978-0-88414-528-8.
- 본 문서에는 현재 퍼블릭 도메인에 속한 《Jewish Encyclopedia 1901–1906》의 내용을 기초로 작성된 내용이 포함되어 있습니다.

- Negev, Avraham; Gibson, Shimon, 편집. (2001). 《Archaeological Encyclopedia of the Holy Land》. New York and London: Continuum. ISBN 0-8264-1316-1. 2021년 7월 26일에 확인함.